# Moravská Chrastová
Moravská Chrastová je vesnice a katastrální území ležící na levém (východním) břehu Svitavy podél hlavní silnice od Svitav na Brno, tvořící nejlidnatější místní část obce Brněnce.
Téměř celý katastr leží na Moravě, pouze velice malá nezastavěná část katastru leží v Čechách a v minulosti náležela ke katastru sousedního Brněnce. Obec se tak rozkládá na obou stranách historické zemské hranice.
Centrum vsi má charakter městské ulice s zmodernizovanými domy. Stojí zde evangelický kostel, kaple sv. Isidora a zájezdní hostinec s mansardovou střechou. Řadová původní zástavba se následně drolí do jednotlivých prvorepublikových vilek. Nad vesnicí vznikly tři bytové domy.

## Název
Vesnice se původně jmenovala Chrastava. Základem jména bylo obecné chrast - "křoví" a pojmenování tedy buď označovalo osadu založenou na křovinatém místě nebo šlo zprvu o jméno vodního toku, který byl přenesen na osadu na něm založenou. Zakončení -ová je doloženo od poloviny 19. století, o několik desítek let později i přívlastek Moravská (německy Mährich) sloužící k odlišení od blízkého Chrastavce označovaného tehdy jako Česká Chrastová (Böhmich Chrostau).
Historický vývoj názvu obce v mapách
- Chrostau (r. 1720, Müllerova mapa Čech)
- Chrostau ( 1764–1768 a 1780–1783, I. vojenské mapování – josefské)
- Chrostau ( 1836–1852, II. vojenské mapování – Františkovo)
- Chrostau (r. 1840, Mapa Brněnského kraje 1:196 000)
- Chrostau (r. 1857, Speciální mapa Markrabství moravského 1:144 000 z roku 1857)
- Mor. Chrastová, Mhr. Chrostau (1876–1878, III. vojenské mapování – Františko-josefské)

## Historie
Ves vznikla někdy po roce 1200, první písemná zmínka je však až z roku 1323. Při sčítání lidu roku 2001 bylo v Moravské Chrastové 210 domů se 795 obyvateli.

## Sbor dobrovolných hasičů
Sbor dobrovolných hasičů byl založen v roce 1881 jako Der freiwillige Feuerwehr in Mährisch Chrostau (Dobrovolný požární sbor v Moravské Chrastové). Do roku 1934 byla činnost spojena s hasiči z Chrastové Lhoty. V lednu 1946 proběhla ustavující schůze Hasičského sboru v Moravské Chrastové. K 31.12.1959 měla místní jednota 184 členů. 
Starostové a předsedové SDH v Moravské Chrastové:
1946 - 26.1.1947 Leopold Souček
1947 - 1949        PhMr. Bohumil Schrödr
1949 - 1956        Karel Trtílek
1957                  Miroslav Kozák
1957 - 1961        Josef Prokop
1961 - 1966        Ludvík Petruželka
1967 - 1976        Josef Trmač
1977                  Josef Prokop
1977 - 1980        Jaroslav Kopecký
1981                  ing. Stanislav Pavlíl
Velitelé:
nejstarší období        Rudolf Duchatschek, Jan Cirl
1946 - 28.10. 1946    Jaroslav Beránek
1947 - 1960              Jan Štrof
1960 - 1976              Josef Prokop
1976 -                      Josef Trmač

## Osobnosti
- Karel Hostaša (1909–1957), účastník zahraničního odboje během druhé světové války, politický vězeň

## Galerie

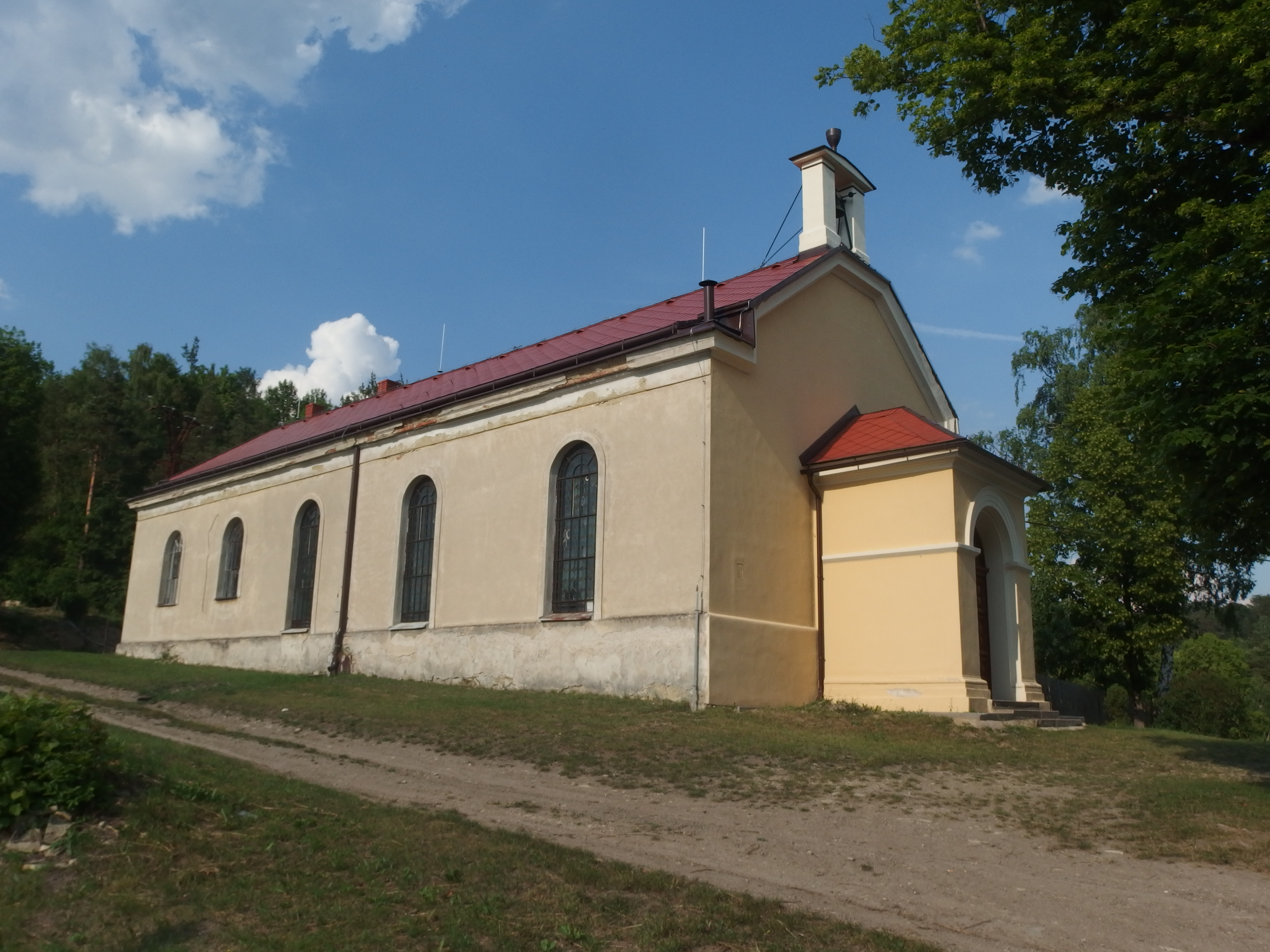
evangelický kostel
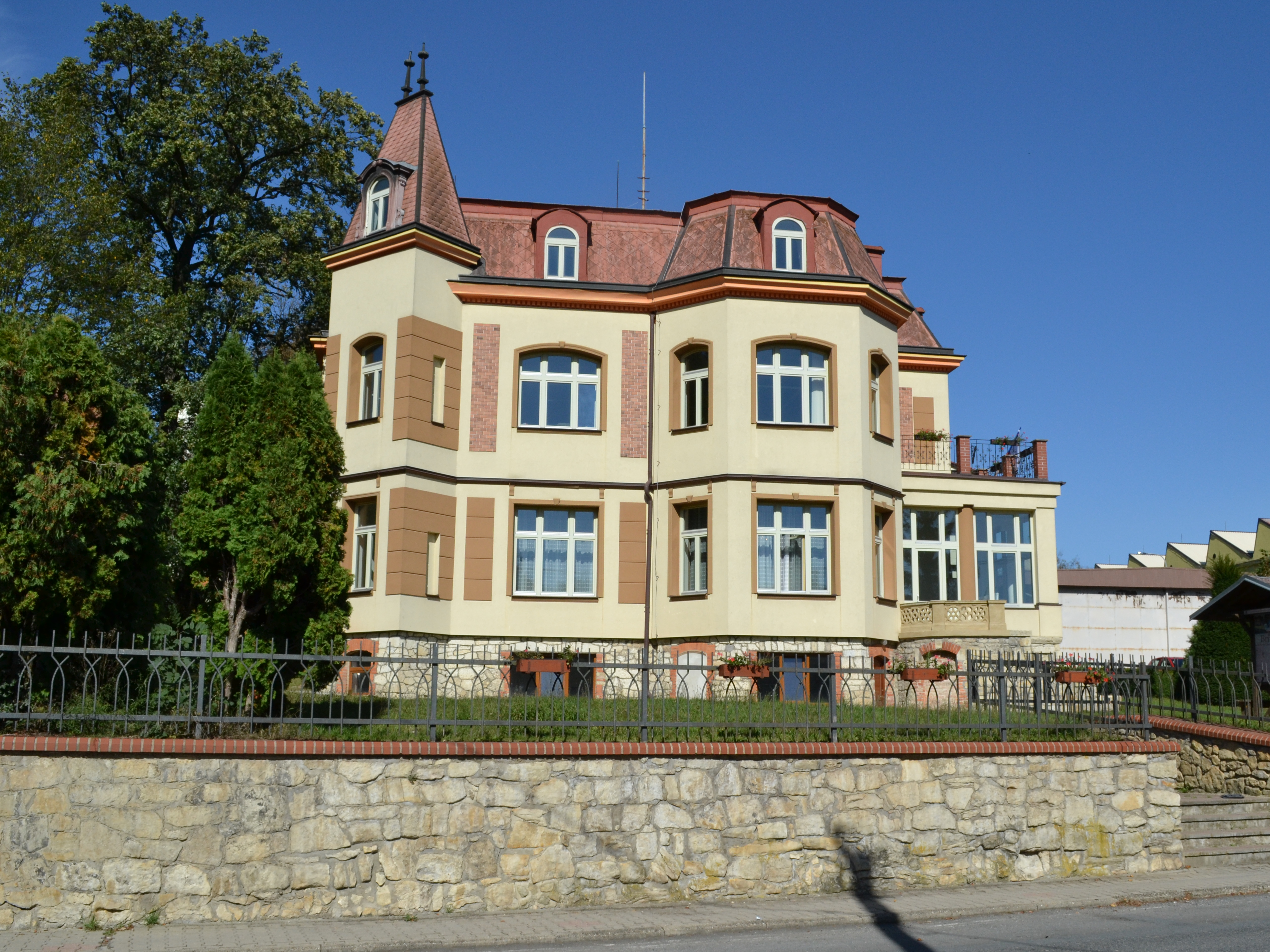
obecní úřad
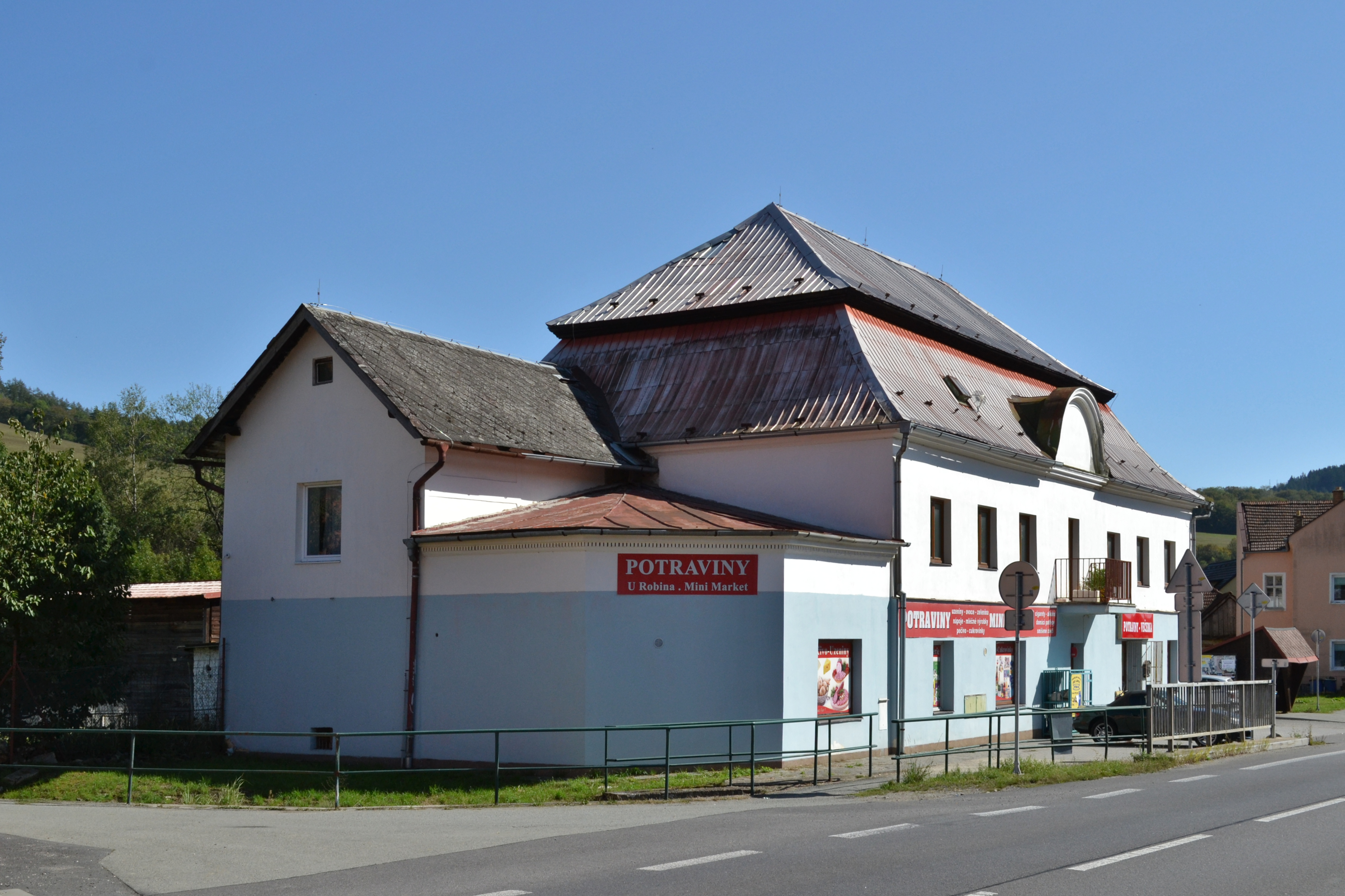
bývalý zájezdní hostinec
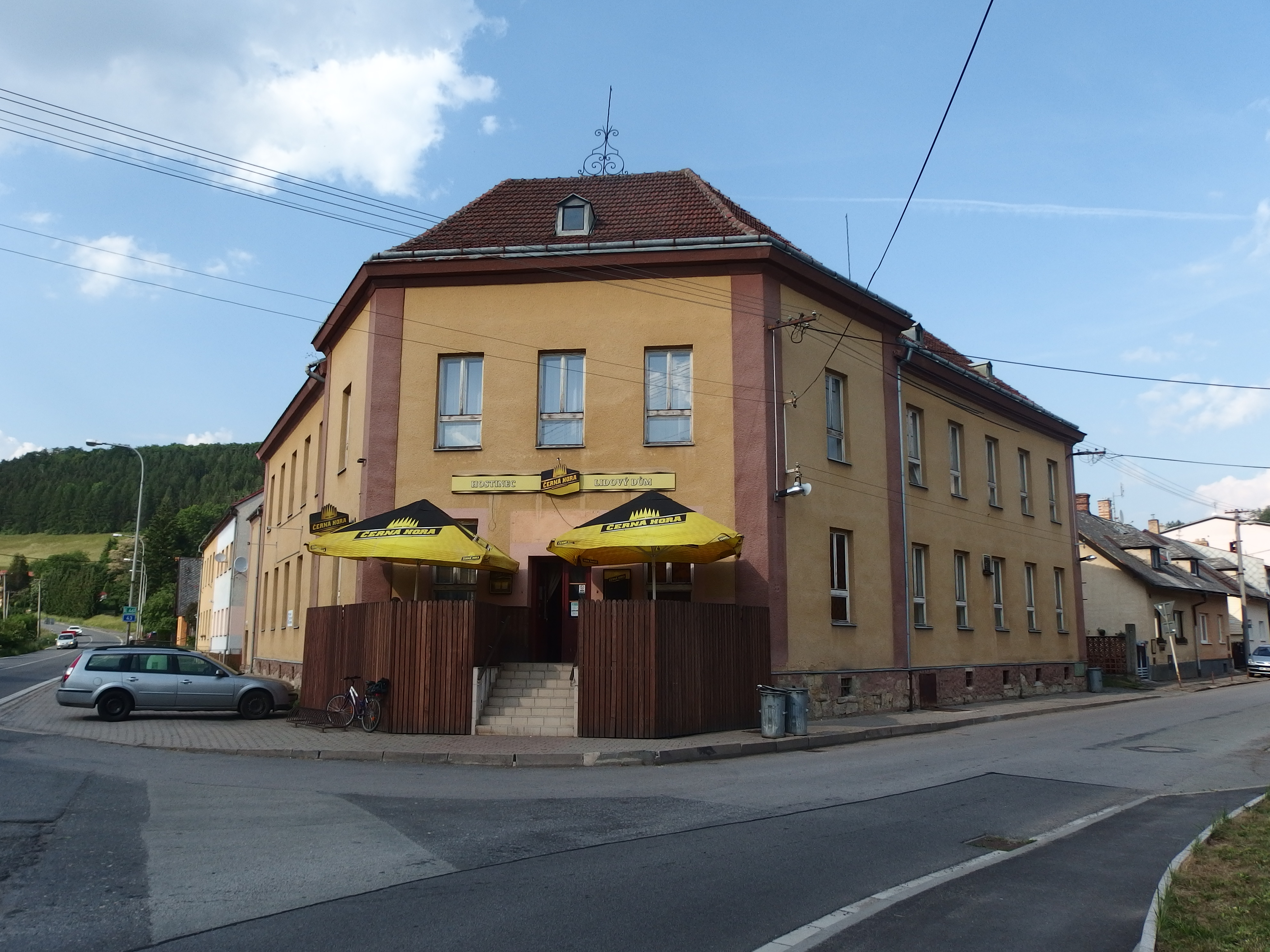
Lidový dům
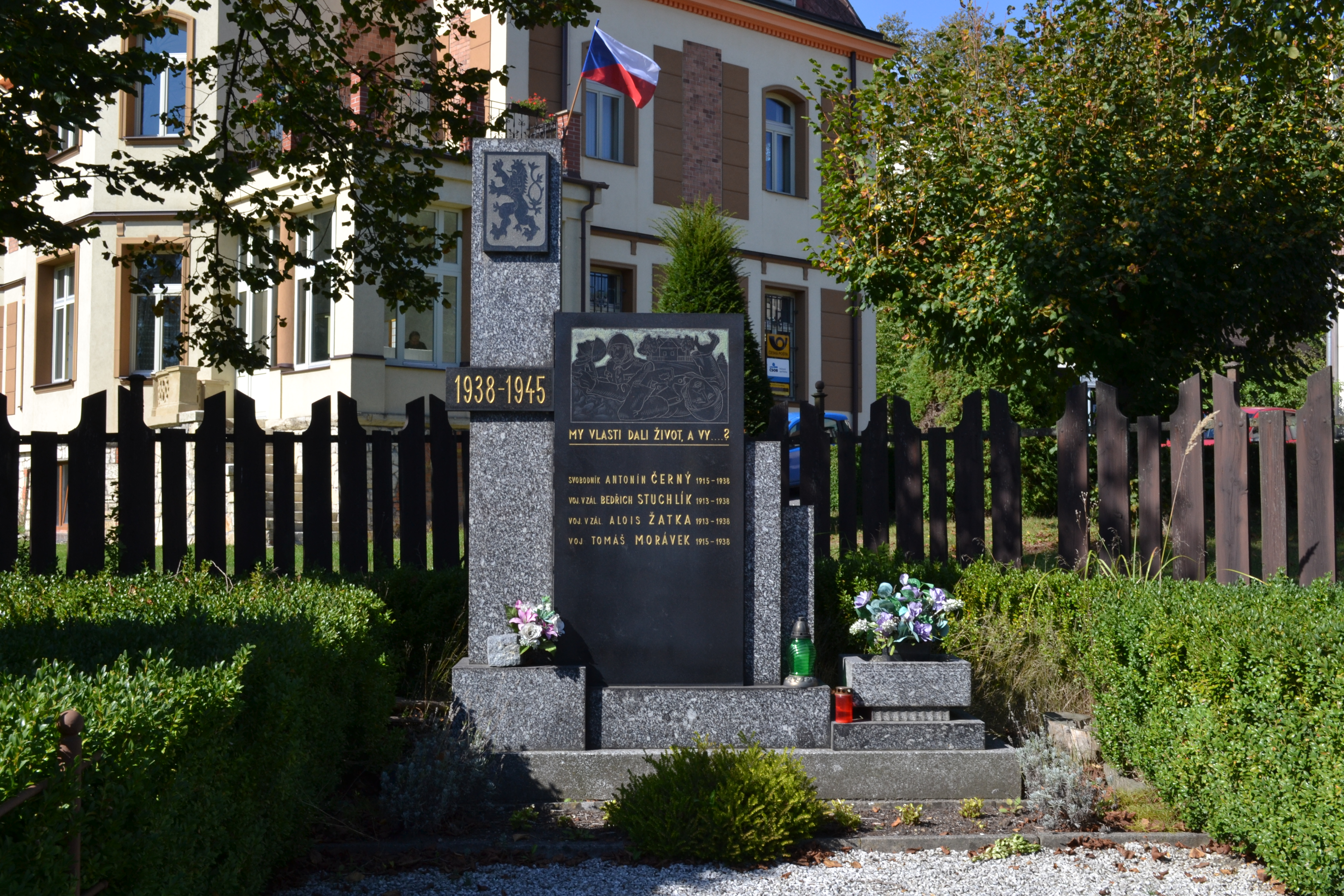
pomník padlým